# Hand-Fuß-Mund-Krankheit

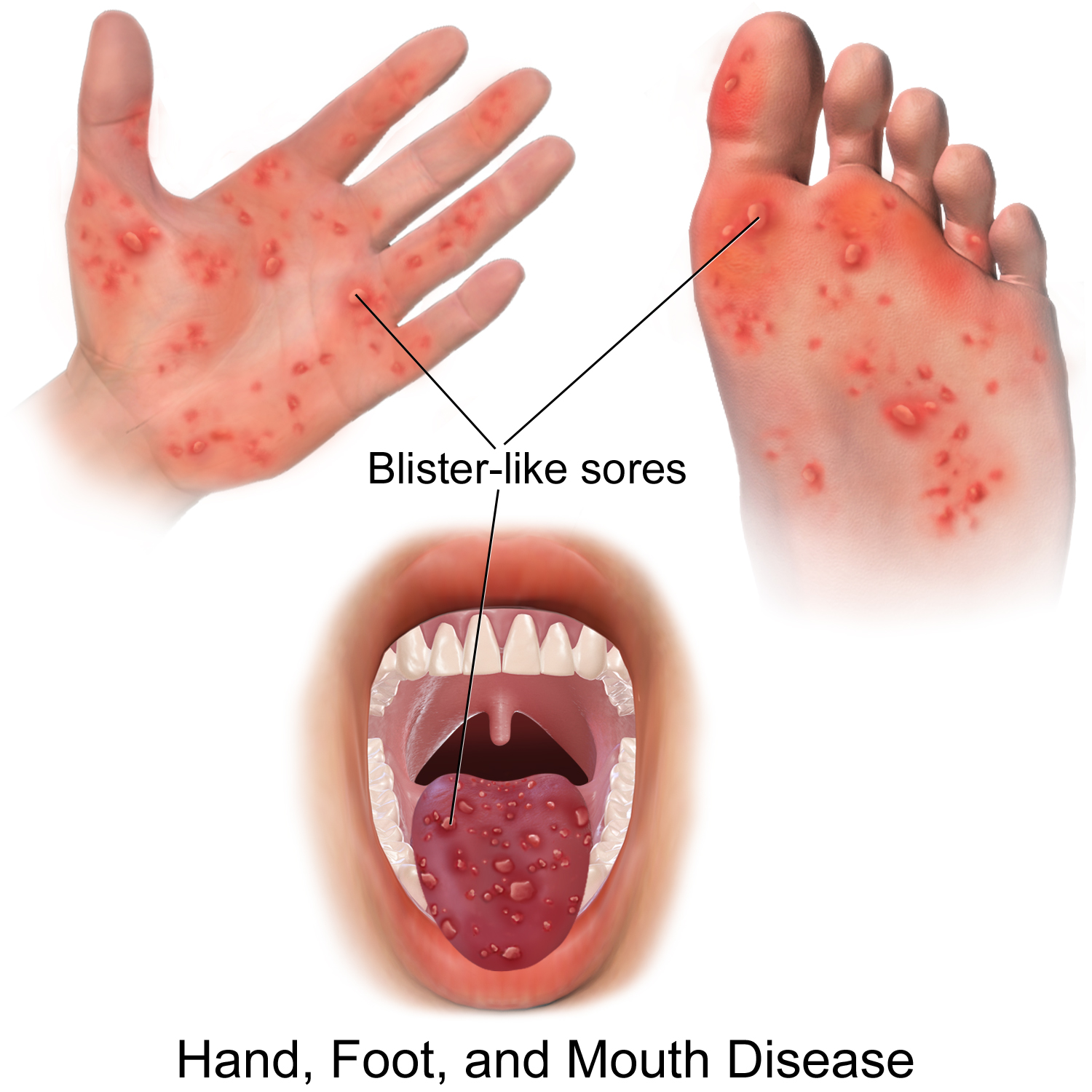
Hand-Fuß-Mund-Krankheit mit bläschenartigen Wunden

Die Hand-Fuß-Mund-Krankheit (auch Hand-Mund-Fuß-Krankheit, Hand-Fuß-Mund-Exanthem, Falsche Maul- und Klauenseuche; Abkürzung HFMK, auch HMFK) ist eine viral bedingte, weltweit vorkommende, hoch ansteckende Infektionskrankheit, die in Südost-Asien immer wieder epidemisch, in Deutschland und anderen Ländern bisher aber meist nur sporadisch auftritt. Sie verläuft in den meisten Fällen harmlos und betrifft vorwiegend Kinder unter zehn Jahren, kann aber auch bei Erwachsenen auftreten. Die Hand-Fuß-Mund-Krankheit wird ganzjährig diagnostiziert, besondere Häufungen treten jedoch im Spätsommer und Herbst auf.

## Erreger
Die Hand-Fuß-Mund-Krankheit wird vorwiegend durch Enteroviren der Gruppe A (EV-A) verursacht. Hierzu gehören Coxsackie-A-Viren (A2–A8, A10, A12, A14, A16), das Humane Enterovirus 71 (EV71) und neuere Serotypen. Insgesamt sind bisher Coxsackie-A16-Viren die häufigste Ursache der Hand-Fuß-Mund-Krankheit, auch Coxsackievirus A6 und Coxsackievirus A10 werden häufig mit der Krankheit in Verbindung gebracht. Während eines Ausbruchs können verschiedene Virusstämme kozirkulieren.

## Übertragung
Eine Übertragung des Erregers erfolgt direkt von Mensch zu Mensch durch direkten Kontakt mit Körperflüssigkeiten wie Speichel, Tröpfchen, dem Sekret aus Bläschen oder fäkal-oral, in den ersten Tagen der Infektion auch aus Bläschen der Mundschleimhaut über Aerosole beim Husten des Erkrankten. Die Erreger dringen über die Mundschleimhaut oder den Dünndarm in den Körper ein und gelangen über die regionalen Lymphknoten nach drei Tagen in die Blutbahn (Virämie). Weiterhin ist auch eine indirekte Übertragung über mit Speichel oder Stuhl kontaminierte Oberflächen möglich. Auch asymptomatisch Erkrankte können die Erkrankung weiterverbreiten.

## Diagnostik
In der Praxis wird meist unter Berücksichtigung der epidemischen Lage eine Blickdiagnose der Erkrankung gestellt, allerdings können die Erreger im Stuhl und in den Hautbläschen durch Isolierung in einem Speziallabor mit Sicherheit nachgewiesen werden. Aufgrund der sicheren klinischen Diagnose und des milden Verlaufs wird in den meisten Fällen keine Labordiagnostik eingeleitet.

## Differentialdiagnose
Hauptsächlich ist an Windpocken (Varizellen) sowie (bei Melkern) an die Maul- und Klauenseuche zu denken. Bei starken Halsschmerzen und Bläschenbildung im Mund ohne die anderen für eine Hand-Fuß-Mund-Krankheit typischen Symptome kann es sich auch um eine Herpangina handeln.

## Krankheitsverlauf

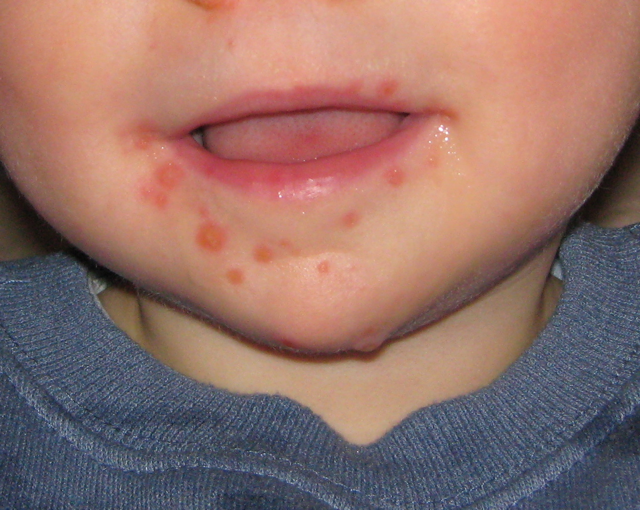
Periorales Exanthem bei Hand-Fuß-Mund-Krankheit bei einem elf Monate alten Kind

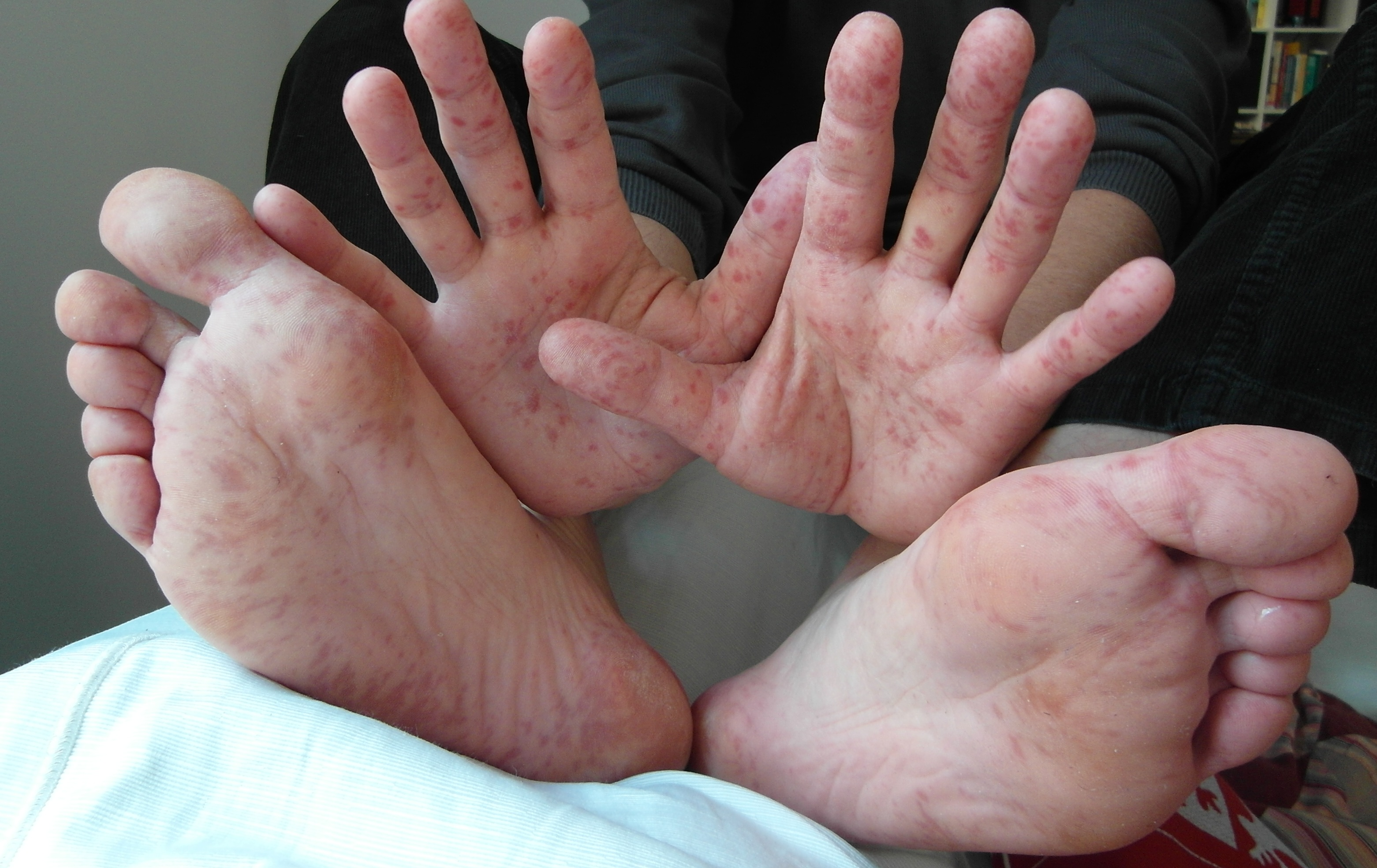
Exanthem bei Hand-Fuß-Mund-Krankheit bei einem 36 Jahre alten Mann

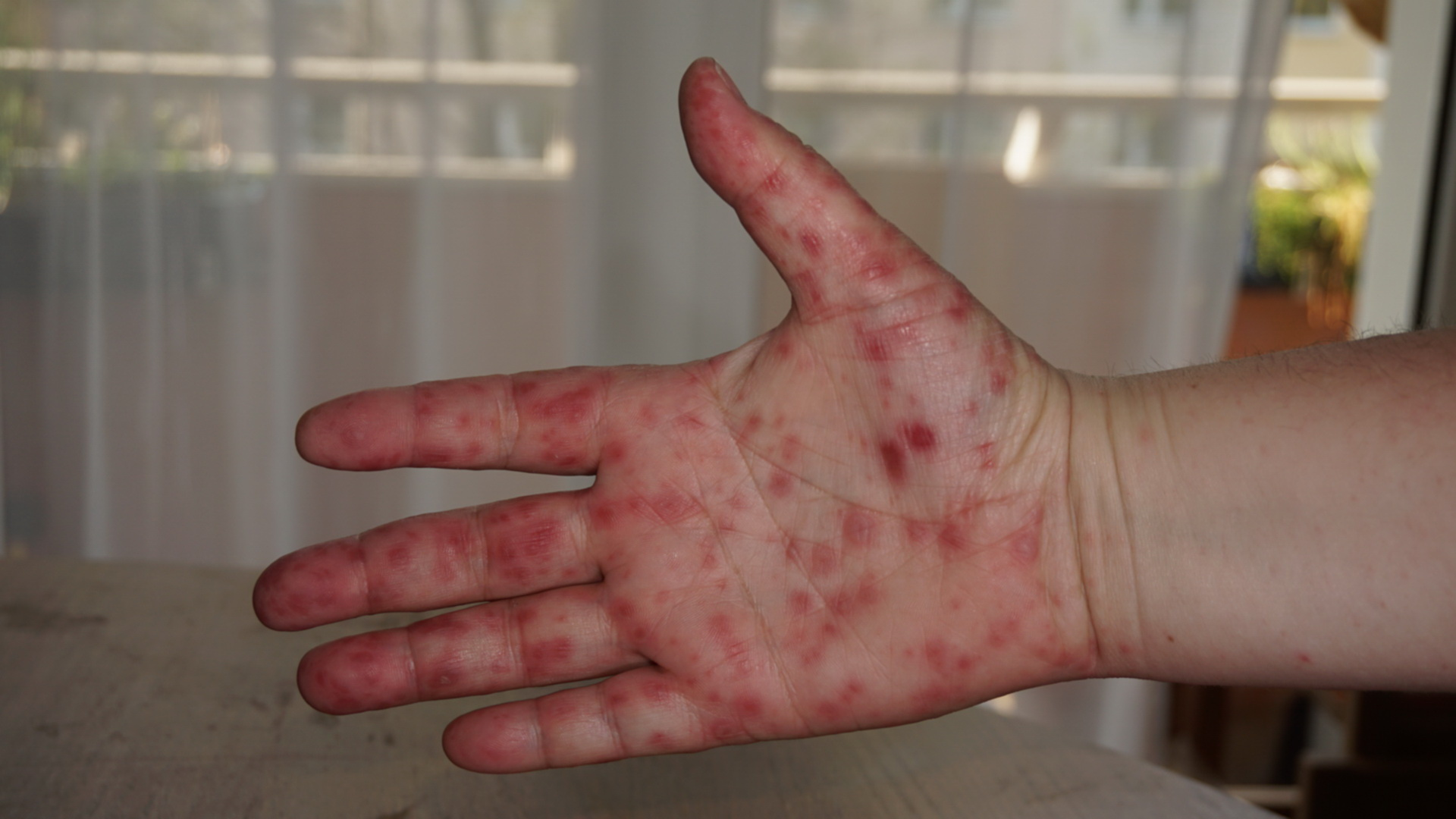
Symptome der Hand-Fuß-Mund-Erkrankung bei einem Erwachsenen. Das Bild zeigt das Exanthem der Handinnenflächen vier Tage nach der ersten eigenen Erkennung der Symptome („Jucken der Hände“).

Eine Studie in Taiwan ergab, dass 70 % der Infektionen asymptomatisch verlaufen (inapparente Infektion).
Nach einer durchschnittlichen Inkubationszeit von drei bis sieben Tagen, maximal zwei Wochen, kommt es bei typischen Verläufen zunächst zu einer Erkrankung mit grippeähnlichen Symptomen wie Fieber, Appetitlosigkeit und Halsschmerzen. Ein bis zwei Tage nach Fieberbeginn entwickeln sich in der Regel schmerzhafte Enantheme in der Mundschleimhaut, die sich mit kurzlebigen Bläschen von vier bis acht Millimetern Durchmesser vor allem im Bereich der Zunge, des harten Gaumens, des Zahnfleisches und der Wangenschleimhaut äußern und ulzerieren können. Lippen, weicher Gaumen, Tonsillen und Pharynx bleiben frei bzw. sind selten betroffen. Diese Bläschen wandeln sich in seichte, schmierig belegte, schmerzhafte Erosionen (Aphthen).
Es folgt gleichzeitig oder nur kurze Zeit später ein symmetrischer Hautausschlag (Exanthem) mit Bläschenbildung an den Handinnenflächen, Fußsohlen und am Gesäß. Die Veränderungen sind vermehrt an den Beugeseiten der Finger und Zehen oder deren Seitenflächen, aber auch den Fußsohlen (Fersen) und Handflächen zu beobachten. Hände und Füße können dabei einen stechenden oder spannenden Schmerz und starken Juckreiz aufweisen. Die Bläschen heilen in der Regel nach acht bis zwölf Tagen ohne Krustenbildung ab.
Manchmal kommt es zur Onychomadese (lateinisch Onychomadesis ‚Ausfall aller Nägel‘), also zum schichtweisen proximalen Ablösen einer Nagelplatte vermutlich als Folge einer Unterbrechung des Nagelwachstums (Abschuppung). Es kann dabei in einigen Fällen – meist innerhalb von vier Wochen nach der Infektion – zum Verlust von Fingernägeln und Zehennägeln kommen, die jedoch wieder nachwachsen.
Die Erkrankung hinterlässt eine Immunität nur gegen den auslösenden Erreger; eine erneute Erkrankung an Hand-Fuß-Mund-Krankheit durch einen der anderen Erreger ist daher möglich.

## Komplikationen
Besonders bei einer Infektion mit dem in Asien häufigeren Humanen Enterovirus 71 kann es sehr selten – besonders bei Kindern unter fünf Jahren – zu einer Hirnstamm-Enzephalitis, einer akuten schlaffen Lähmung (ähnlich der Kinderlähmung (Poliomyelitis)) oder einer aseptischen Meningitis kommen. Bei der schlaffen Lähmung werden durch eine lytische Infektion die unteren Motoneurone im Vorderhorn des Rückenmarks unwiderruflich zerstört, so dass in der Regel bleibende Lähmungen resultieren. Hingegen heilt die aseptische Meningitis meist vollständig aus. Eine Hirnstamm-Enzephalitis ist die gefährlichste Komplikation, die mit einer starken Entzündung im Bereich von Hypothalamus, Hirnstamm und Rückenmark sowie im Nucleus dentatus des Kleinhirns lokalisiert ist. Der Krankheitsbeginn ist meist akut und rapid binnen Stunden mit Myoklonus, Tremor, Ataxie, Nystagmus und Hirnnervenlähmungen. Oft kommt es zu einem akuten und schweren neurogenen Lungenödem, das sich binnen 24 bis 36 Stunden ausbilden kann und eine hohe Letalität aufweist. Selten kommt es in diesen Fällen zu einer kompletten Heilung, meist verbleiben schwere neurologische Störungen.

## Unspezifische Vorbeugung
Empfohlen wird die strikte Beachtung von Hygienemaßnahmen wie Händewaschen mit Seife, besonders nach Windelwechsel und Toilettengang. Enger Kontakt mit Erkrankten sollte vermieden werden (Küssen, Umarmen, Besteck oder Tassen etc. teilen).

## Impfung
In China wurde ein Impfstoff gegen EV71 („Sinuvac EV71“) entwickelt und seit Dezember 2015 eingesetzt. Er führt zwar mit großer Wahrscheinlichkeit zu einem Schutz gegen EV71, nicht aber gegen andere Erreger der Hand-Fuß-Mund-Krankheit. Daher, aber auch aus weiteren Gründen wird die Bedeutung dieses Impfstoffes von seinen eigenen Entwicklern Anfang 2017 zurückhaltend eingeschätzt. Fraglich ist, ob ein Einsatz dieses Impfstoffs auch in anderen Ländern sinnvoll sein wird, da das Spektrum der auslösenden Viren von Land zu Land verschieden sein dürfte, und da RNA-Viren eine hohe Mutationsrate aufweisen. Bisher gibt es daher keine Zulassung dieses Impfstoffs in der EU und es ist noch keine Vorabprüfung durch die WHO erfolgt.

## Therapie
Die Therapie kann bisher nur symptomatisch erfolgen. Empfohlen wird der Verzicht auf saure oder scharfe Lebensmittel. Kalte Flüssigkeiten bzw. Wassereis können zur Schmerzlinderung beitragen. Die symptomatische Therapie mit Medikamenten erfolgt mit schmerzstillenden Mundgels oder -lösungen und Paracetamol oder Ibuprofen. Synthetische Gerbstoffe und Chlorhexidin-Mundspülungen können Sekundärinfektionen zum Beispiel durch Kratzen verhindern. Durch die schmerzhaften Mundschleimhautveränderungen kann es zu einer reduzierten Flüssigkeits- und Nahrungsaufnahme kommen. Zur Vermeidung einer Dehydratation kann die Flüssigkeitsaufnahme per Trinkhalm erfolgen. Bisher gibt es keine antiviral wirkenden Medikamente, die für die Behandlung der Hand-Fuß-Mund-Krankheit zugelassen wären.

## Epidemiologie
Die Krankheit wurde zum ersten Mal 1948 von Dalldorf und Sickles beschrieben. Das Humane Enterovirus 71 wurde erst 1969 in den USA identifiziert, später wurden einzelne Epidemien in Bulgarien 1975 und Ungarn 1978 beschrieben. In Südostasien und im Pazifikraum stellt es ein zunehmendes Problem dar. So starben 1997 in Malaysia 41 Kinder an einer Epidemie, und 1998 in Taiwan 78 Patienten bei 1,5 Millionen Erkrankten. Seither werden regelmäßige Epidemien aus Südostasien, aber auch aus Frankreich gemeldet, so auch jährliche Ausbrüche in China. In den 2000er Jahren sind weltweit geschätzt sechs Millionen Menschen an einer Enterovirus-71-Infektion erkrankt und mehr als 2000 daran gestorben. Auch in Deutschland kommen sporadische Enterovirus-71-Erkrankungen vor, die bisher jedoch, soweit bekannt, ohne schwere Komplikationen verliefen. Große Ausbrüche sind in den 2000ern nur aus Südostasien gemeldet worden. Die Ursache der Unterschiede der Potenz zur epidemischen Verbreitung und der Pathopotenz der Erreger zwischen Südostasien und Europa ist nicht geklärt.

## Amtliche Auflagen
In Deutschland gehört die Hand-Fuß-Mund-Krankheit gemäß Infektionsschutzgesetz (IfSG) weder zu den meldepflichtigen Krankheiten noch zu den Krankheiten, bei denen Personen mit Verdacht der Erkrankung oder gesicherter Erkrankung besonderen gesundheitlichen Anforderungen unterliegen bzw. das Gesundheitsamt bestimmte Auflagen erteilen darf. So dürfen beispielsweise Kinder oder Erwachsene mit Verdacht der Erkrankung oder gesicherter Erkrankung weiterhin Gemeinschaftseinrichtungen wie Kindergärten oder Schulen besuchen.
In Österreich bezeichnet die Gesundheitsbehörde diese Infektionskrankheit als „weit verbreitet, stark ansteckend, aber harmlos“, es besteht auch dort keine Meldepflicht, aber es wird auf die Notwendigkeit strikter Hygiene-Maßnahmen hingewiesen. So dürfen beispielsweise Kinder oder Erwachsene mit Verdacht der Erkrankung oder gesicherter Erkrankung Gemeinschaftseinrichtungen wie Kindergärten oder Schulen erst wieder nach Abklingen der Krankheit (ärztliches Attest) besuchen.